# تورسون اولجابایف
تورسون اولجابایویچ اولجابایف (انگلیسی: Tursun Uljabayev; ۱ مهٔ ۱۹۱۶ – ۳۱ مهٔ ۱۹۸۸) از ۲۴ مه ۱۹۵۶ تا ۱۲ آوریل ۱۹۶۱ سروزیر (نخست‌وزیر) جمهوری سوسیالیستی تاجیکستان شوروی بود.
اولجابایف اولین دبیر حزب کمونیست تاجیکستان بود و برندهٔ جوایزی همچون نشان لنین و نشان پرچم سرخ کار شد. او در سال ۱۹۶۱ متهم به جعل اسناد رسمی مربوط به تولید پنبه شد و از حزب کمونیست اخراج شد. او به عنوان مدیر مزرعه کار کرد و در سال ۱۹۸۶ بازنشسته شد. تورسون اولجابایف در ۳۱ مه ۱۹۸۸ در دوشنبه درگذشت. با فرمان رئیس‌جمهور جمهوری تاجیکستان امامعلی رحمان (۱۹۹۷) نیروگاه نارَک به نام تورسون اولجابایف نامگذاری شده‌است.

## پیشینه
تورسون اولجابایف در ۱ مه ۱۹۱۶ در روستای کوروک خجند زاده شد. در سال ۱۹۳۵ از کالج آموزشی و ۱۹۵۰ از مدرسه عالی حزب تحت کمیته مرکزی CPSU در مسکو دانش‌آموخته شد. وی کار خود را به عنوان معلم دبستان در منطقه نوایی (۱۹۳۵–۱۹۳۷)، سپس به عنوان رئیس بخش رهبران کمیته سازمان جوانان حزب کمونیست در منطقه نوایی و سپس به عنوان نخستین دبیر کمیته مرکزی حزب کمونیست تاجیکستان (۱۹۴۱–۱۹۴۵) آغاز کرد.
دبیر اول حزب کمونیست استالین‌آباد. کولاب و لنین‌آباد (۱۹۵۰–۱۹۵۴)، دبیر کمیته مرکزی حزب کمونیست تاجیکستان (۱۹۵۴–۱۹۵۵)، رئیس شورای وزیران اتحاد جماهیر شوروی تاجیکستان، وزیر روابط خارجی جمهوری سوسیالیستی تاجیکستان شورو (۱۹۵۵–۱۹۵۶)، اولین دبیر حزب کمونیست اتحاد جماهیر شوروی تاجیکستان (از مه ۱۹۵۶ تا آوریل ۱۹۶۱) از عناوین بعدی او هستند. به ابتکار و تحت رهبری تورسون اولجابایف در سال ۱۹۶۰ بود که ساخت نیروگاه برق‌آبی نارک به پایان رسید. در نشست عمومی CPSU (آوریل ۱۹۶۱) به همراه رئیس شورای وزیران، دادخدایف به جرم جعل سیستماتیک در گزارش اسناد و ارائه گزارش‌های نادرست در مورد اجرای طرح‌های تحویل پنبه به دولت مجرم شناخته شد و از تمام وظایف برکنار شد و از حزب کمونیست اخراج شد. تورسون اولجابایف بعداً تبرئه شد.
در سال‌های بعد او به عنوان مدیر مزرعه دولتی معلولان «متین توگای» سپس مدیر چند مزرعه دیگر کار کرد.